# 폴 크레스톤

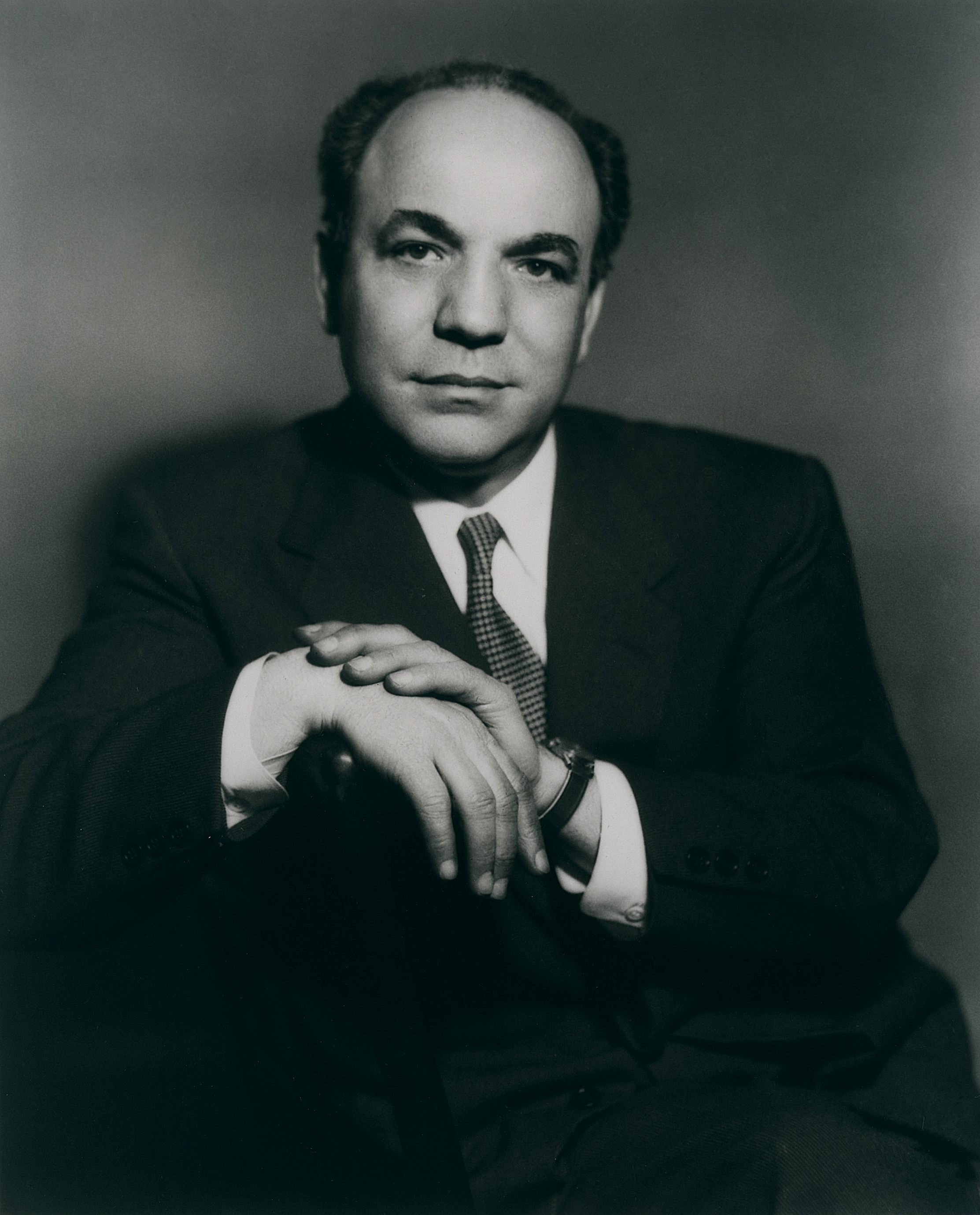

폴 크레스톤(1906년 10월 10일 - 1985년 8월 24일)은 미국의 서양 고전음악 작곡가이다.

## 일대기
뉴욕시에서 태어나서 작곡을 독학했다. 그의 음악관은 조성음악을 지향하면서 리듬적 요소를 중요시했다. 그는 여섯 개의 교향곡과 다수의 협주곡을 작곡했는데, 바이올린 협주곡 두 개, 마림바 협주곡, 아코디언, 알토 색소폰, 그리고 트롬본과 오케스트라를 위한 판타지아가 그것이다. 그의 곡 중 많은 작품이 월트 휘트먼의 시에서 영감을 받았다.
크레스톤은 교육자이기도 했다. 그가 가르친 사람으로는 작곡가 존 코릴리아노(John Corigliano) 와 재즈 음악가 러스티 데드릭(Rusty Dedrick) 그리고 찰리 퀴너(Charlie Queener)가 있다. 크레스톤의 저서로는 《Principles of Rhythm》(1964) 과 《Rational Metric Notation》(1979)이 있다.